# Łomna (Nowy Dwór Mazowiecki)
Pour les articles homonymes, voir Łomna.
Łomna (prononciation : [ˈwɔmna]) est un village polonais de la gmina de Czosnów dans le powiat de Nowy Dwór Mazowiecki de la voïvodie de Mazovie dans le centre-est de la Pologne.
Il se situe à environ 3 kilomètres au sud-est de Czosnów (siège de la gmina), 10 km au sud-est de Nowy Dwór Mazowiecki (siège du powiat) et à 24 km au nord-ouest de Varsovie (capitale de la Pologne).

## Histoire
De 1975 à 1998, le village appartenait administrativement à la voïvodie de Varsovie.